# Pipizella nataliae
Pipizella nataliae är en tvåvingeart som beskrevs av Kuznetzov 1990. Pipizella nataliae ingår i släktet rotlusblomflugor, och familjen blomflugor. Inga underarter finns listade i Catalogue of Life.